# Nada a Perder (livro)
Nada a Perder é a autobiografia de Edir Macedo, bispo fundador da Igreja Universal do Reino de Deus, escritor e proprietário da RecordTV, que foi publicada em três volumes pela Unipro e pela Editora Planeta em 2012. Nos livros, Edir Macedo conta sua história desde a infância até os dias atuais. Em poucas horas após o lançamento do livro, já foram vendidos milhares de exemplares do livro. E assumiu as primeiras posições dos livros mais vendidos no Brasil. Em 60 dias de lançamento, o livro chegou na marca de 350 mil exemplares vendidos, se tornando o mais bem-sucedido título no ano de 2012. No mundo forma 1,4 milhão de cópias vendidas. A obra foi traduzida para 6 idiomas e em 2018 foi retratado no cinema através do  filme Nada a Perder.

## Segundo volume
Nada a Perder 2 – Meus Desafios Diante do Impossível é o segundo volume da trilogia biográfica de Edir Macedo - fundador da Igreja Universal do Reino de Deus, que foi lançado pela Unipro e pela Editora Planeta em 28 agosto de 2013. Nesta edição o Bispo retrata todos os seus desafios,como tinha a certeza que nada teria a perder,mas tudo a aprender,mostrando valiosas lições a cada de um de seus leitores.Nele é escrito como Edir conseguiu comprar a Rede Record de Silvio Santos e Paulo Machado de Carvalho e suas relações políticas, entre eles com o ex-presidente Fernando Collor de Mello. Sua tiragem inicial foi de 200 mil exemplares. Na primeira semana de dezembro de 2013, foram vendidos em uma semana a marca de mais de 240 mil exemplares, segundo o site PublishNews, o qual correspondeu mais de 50% de todos os livros vendidos de todas as editoras do Brasil no mesmo período, pouco mais de 159 mil livros.

## Terceiro volume
Nada a Perder 3 - Do Coreto ao Templo de Salomão: A Fé que Transforma é o terceiro volume da trilogia biográfica de Edir Macedo - fundador da Igreja Universal do Reino de Deus, que foi lançado pela Editora Planeta em outubro de 2014. Em nove semanas de vendas, o livro vendeu mais de 752 mil exemplares, sendo o livro mais vendido no Brasil em 2014, superando assim o título A Culpa É das Estrelas.